# Université de Karlstad
Pour les articles homonymes, voir KAU.
L'université de Karlstad (en suédois, Karlstad universitet, KAU) est une université suédoise, située à Karlstad. Depuis 2002, Musikhögskolan Ingesund située à Arvika fait aussi partie de l'université.

## Historique
L'activité universitaire dans la ville a commencé dans les années 1960, lorsque l'université de Göteborg commença à y donner des cours. En 1977, ces activités débouchèrent sur la formation d'une högskola indépendante : Högskolan i Karlstad. Elle devint une véritable université en 1999.